# Wormser Bibel

Titelseite

Beginn des Markus-Evangeliums

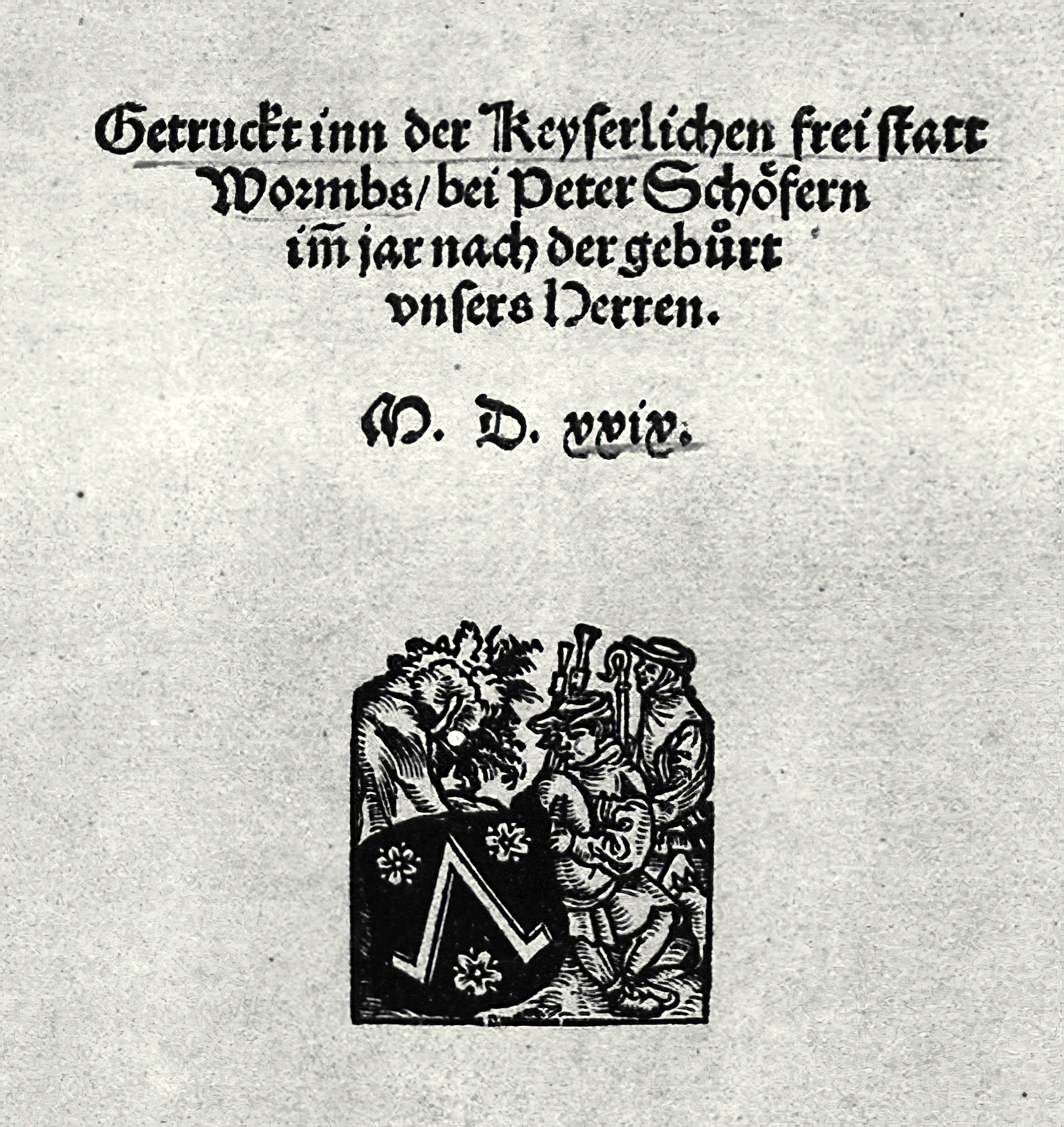
Impressum mit Wappen von Peter Schöffer

Die Wormser Bibel (auch Schöffer-Bibel) ist die erste evangelische Ausgabe der Bibel, die deren Text in deutscher Sprache wiedergibt. Sie wurde 1529 unter dem Titel Biblia beyder Allt vnd Newen Testaments Teutsch durch den Buchdrucker Peter Schöffer den Jüngeren (1475/1480–1547) in Worms herausgegeben.

## Voraussetzungen
1529 hatte noch niemand den kompletten Text der Bibel aus den Originalsprachen ins Deutsche übersetzt, es lagen lediglich deutschsprachige Teilausgaben vor. Im Zuge der Reformation, die die Bibel gegen überkommene kirchliche Dogmen stellte und deren Texte zur primären Grundlage des christlichen Glaubens erklärte, wurde es für viele Menschen wichtig, den Text selbst lesen zu können, auch wenn sie die originalen Sprachen Hebräisch und Griechisch oder die lateinische Übertragung (Vulgata) nicht verstanden. Hier eröffnete sich für deutschsprachige Bibelausgaben ein riesiger Markt.

## Redaktion
Schöffer nutzte die bereits erschienenen Texte – ein Urheberrecht gab es damals noch nicht – und kombinierte die bereits publizierten Teile der Zürcher Bibel, die Übersetzung des Neuen Testaments durch Martin Luther von 1522 und die Prophetentexte des Alten Testamentes nach den bereits zwei Jahre zuvor gedruckten Wormser Propheten von Ludwig Hätzer und Hans Denck. Als Übersetzer und Kompilator der Wormser Bibel wirkte wahrscheinlich der täuferische Prediger Jakob Kautz an der Ausgabe von Schöffer mit.

Der Maler und Grafiker Anton Woensam steuerte 45 Holzschnitte als Illustrationen bei.
Die Bibel hat ein Format von 45,6 × 34,5 cm.

## Exemplare
- Ein 2008 restauriertes Exemplar der Wormser Bibel befindet sich heute in der Stadtbibliothek Worms (Signatur: Mag-LB 6 = W:Dr 4° 2).[5]
- Ein weiteres Exemplar ist im Besitz der Schwenkfelder Library & Heritage Center in Pennsburg (Pennsylvania), das Kaspar Schwenckfeld wahrscheinlich bereits 1530 in Straßburg erworben hat.[6]